# Joaquín D'Harcourt Rodríguez
Joaquín D'Harcourt Rodríguez es un jinete mexicano que compitió en la modalidad de salto ecuestre. Ganó dos medallas en los Juegos Panamericanos, bronce en 1951 y oro en 1955.

## Palmarés internacional
| Juegos Panamericanos | Juegos Panamericanos      | Juegos Panamericanos | Juegos Panamericanos |
| Año                  | Lugar                     | Medalla              | Categoría            |
| -------------------- | ------------------------- | -------------------- | -------------------- |
| 1951                 | Buenos Aires (Argentina)  | Medalla de bronce    | Por equipos          |
| 1955                 | Ciudad de México (México) | Medalla de oro       | Por equipos          |